# Kawabata Gyokushō

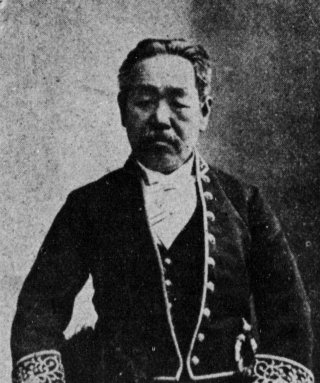
Kawabata Gyokushō

Kawabata Gyokushō (japanisch 川端 玉章; geboren 18. April 1842 in Kyōto; gestorben 14. Februar 1913) war ein früher japanischer Maler im Nihonga-Stil.

## Leben und Werk
Kawabata Gyokushō war der Sohn eines Künstlers, der „Maki-e“ (蒔絵) herstellte, also Bilder in Goldstaub auf Lackschachteln applizierte. Zunächst erlernte er die Kunst seines Vaters, dann wechselte er 1852 zur Malerei unter Nakajima Raishō (中島来章; 1796–1871) und studierte die Kunst der Maruyama-Shijō-Schule. Daneben studierte er klassische chinesische Literatur und beschäftigte sich mit der „Nationallehre“ (Kokugaku).
1866 ging Kawabata nach Edo, dem späteren Tokio, und fertigte Grafiken für den Guckkasten, für Vorlagen von Holzschnitten und für Zeitungen an, beschäftigte sich auch mit Malerei im „westlichen Stil“ – Yōga unter Charles Wirgman. Auf der „Ausstellung zur Förderung der Wirtschaft“ (内国勧業博覧会, Naikoku kangyō hakurankai), der Ausstellungsreihe der (内国絵画共進会; Naikoku kaiga kyōshin-kai) und an anderen Stellen wurde er mit Preisen ausgezeichnet. Als 1888 die „Tōkyō bijutsu gakkō“ (東京美術学校), eine der Vorläufereinrichtungen der heutigen Universität der Künste Tokio, eingerichtet wurde, wurde er, geschätzt nicht nur von Okakura Kakuzō, zunächst Lehrbeauftragter, 1890 Professor, eine Position, die er bis zum Ruhestand 1912 innehatte.
Kawabata stellte Bilder aus bei der „Nihon Kaiga kyōkai“ (日本絵画協会) und anderen modernen Ausstellern, aber auch bei der traditionell ausgerichteten „Nihon Bijutsu Kyōkai“ (日本美術協会). Bereits 1888 hatte er Holzschiebetüren des neuen Kaiserpalastes gestaltet. 1887 wurde er Mitglied des „Sonderbüros zur Erfassung der Kulturschätze in ganz Japan“ (臨時全国宝物取調局, Rinji zenkoku hōbutsu torishirabe-Kyoku).
Kawabata verband den Stil der Maruyama-Schule mit westlichem Realismus, beschäftigte sich dazu im Alter mit dem Stil der Nanga-Schule. 1896 wurde er Mitglied des Kaiserlichen Beratungsgremiums für Kunst und Kunstgewerbe (帝室技芸員, Teishitsu gikei-in). 1909 eröffnete er seine Schule für Malerei unter dem Namen „Kawabata Gagakkō“ (川端画学校).
Zu seinen Schülern gehörten unter anderem
- Fujishima Takeji
- Hirafuku Hyakusui
- Kawasaki Shōko
- Nakatani Tai
- Otake Chikuha
- Takada Rikizō
- Yūki Somei

## Bilder

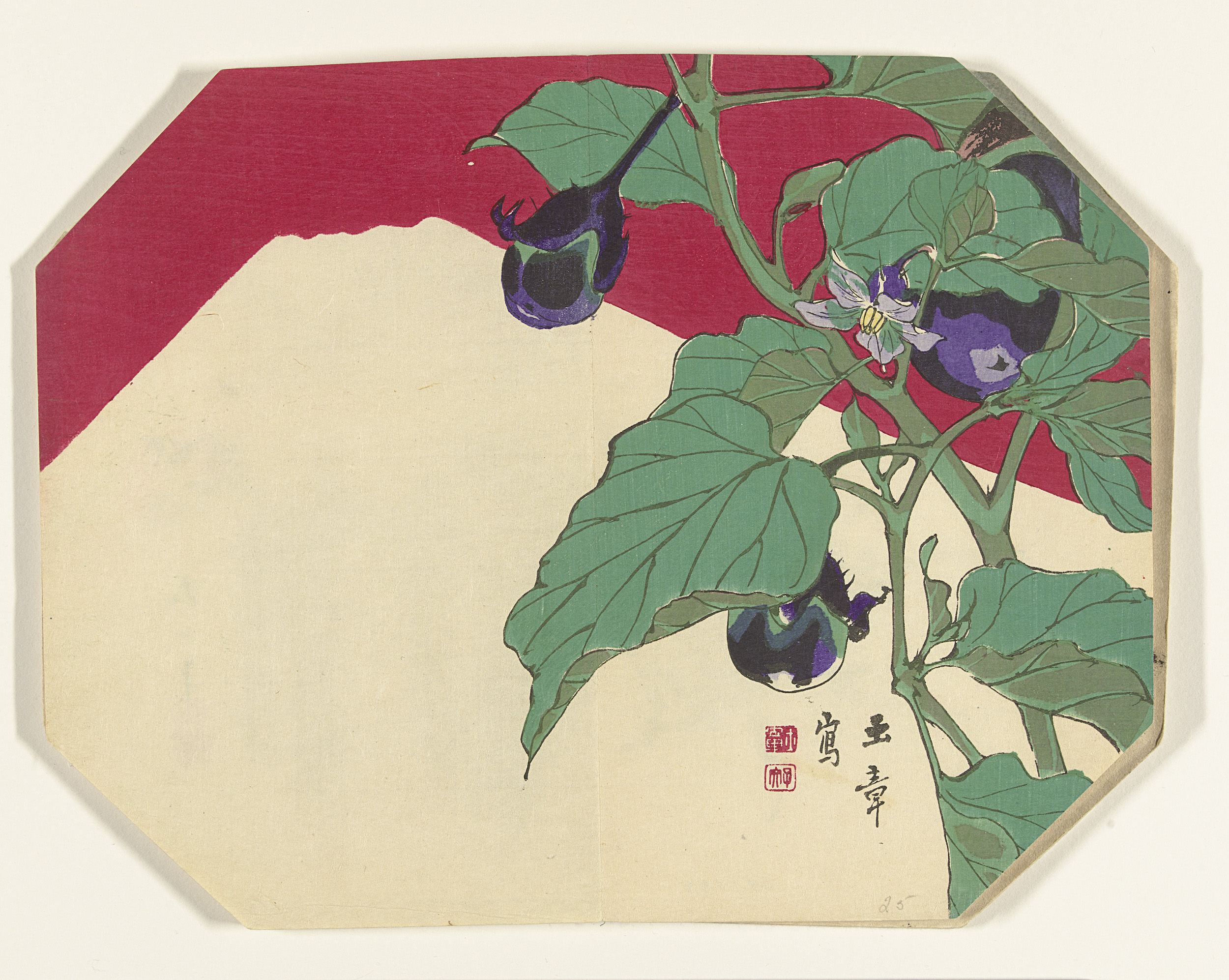
Auberginen und Fuji
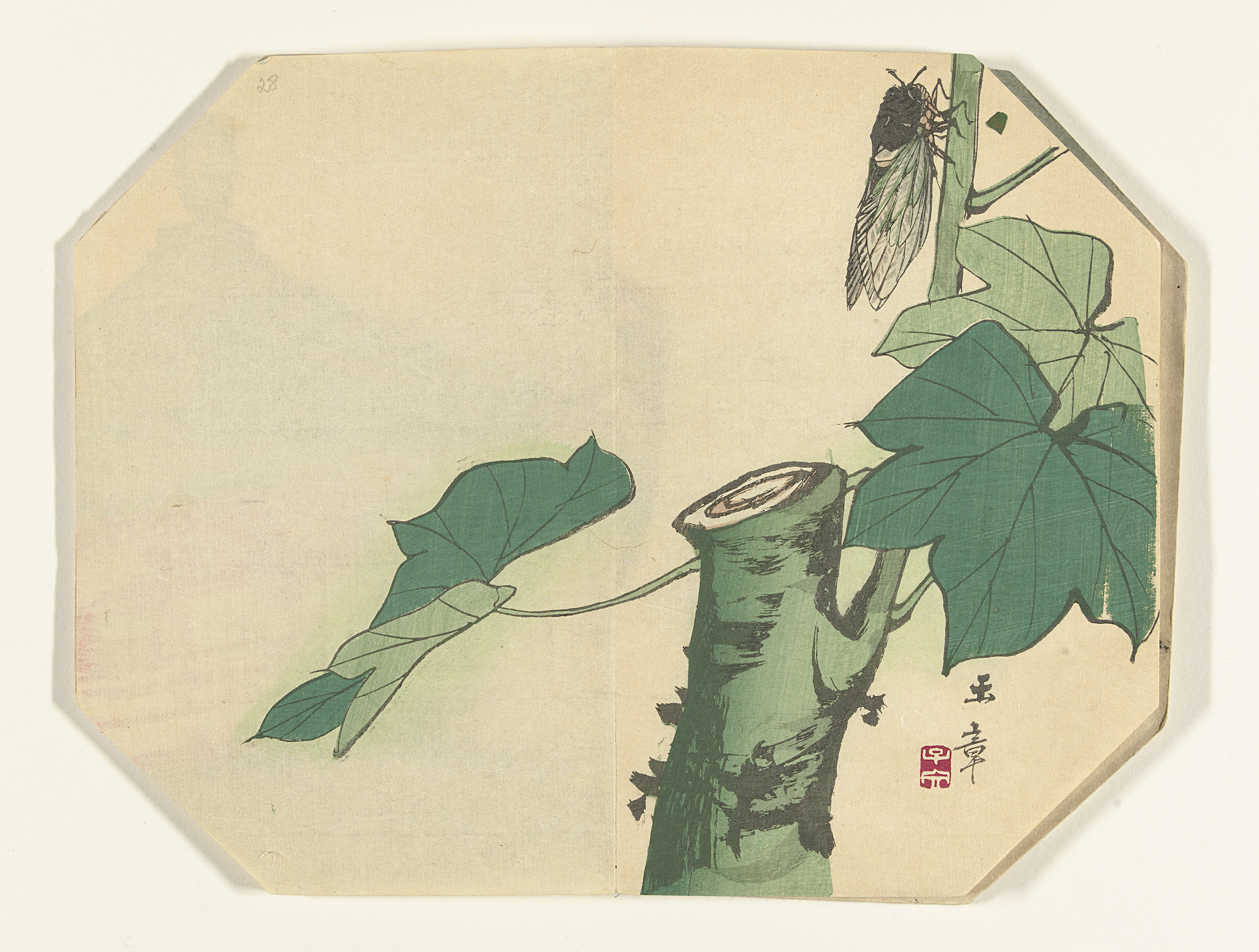
Insekt am Baum
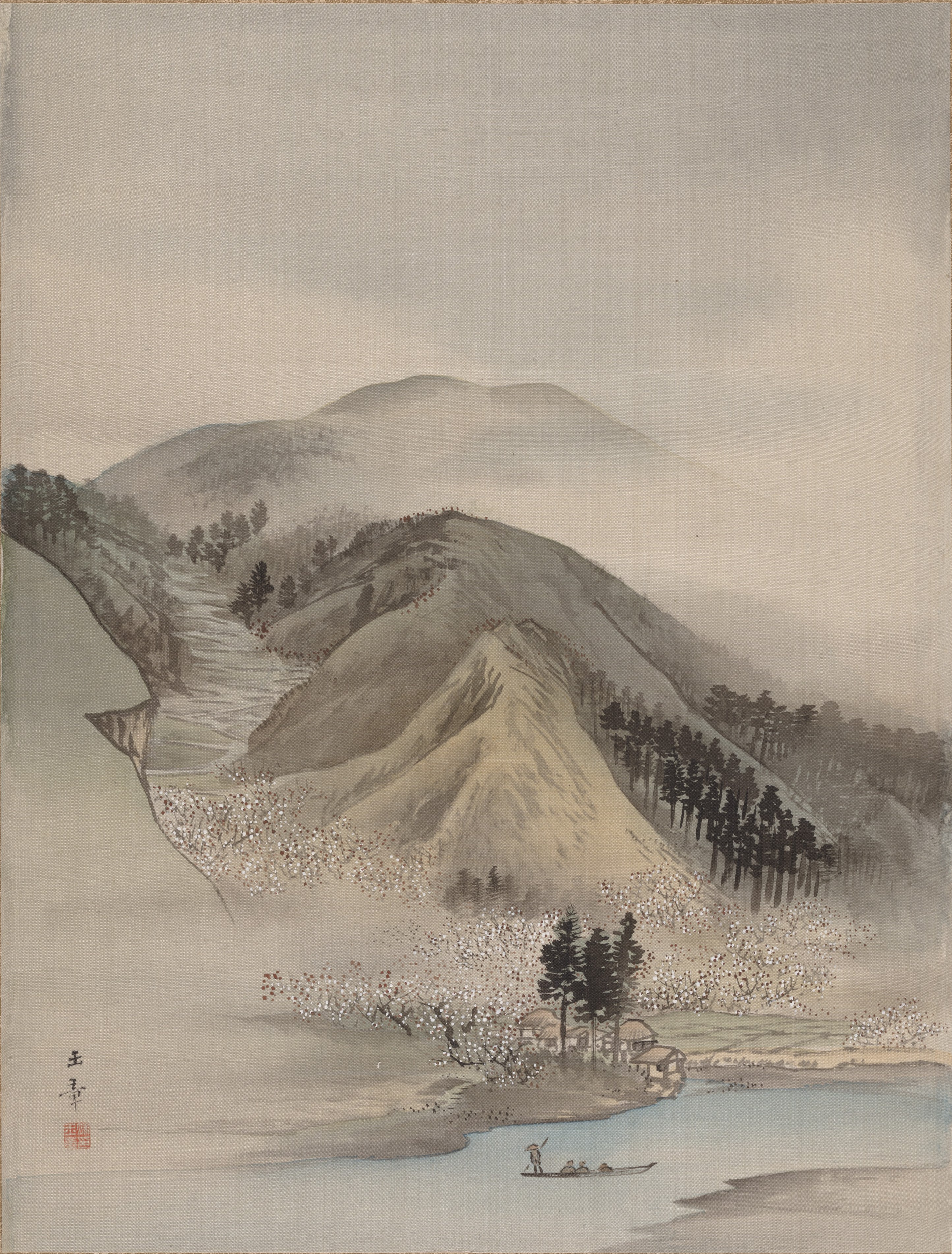
Landschaft
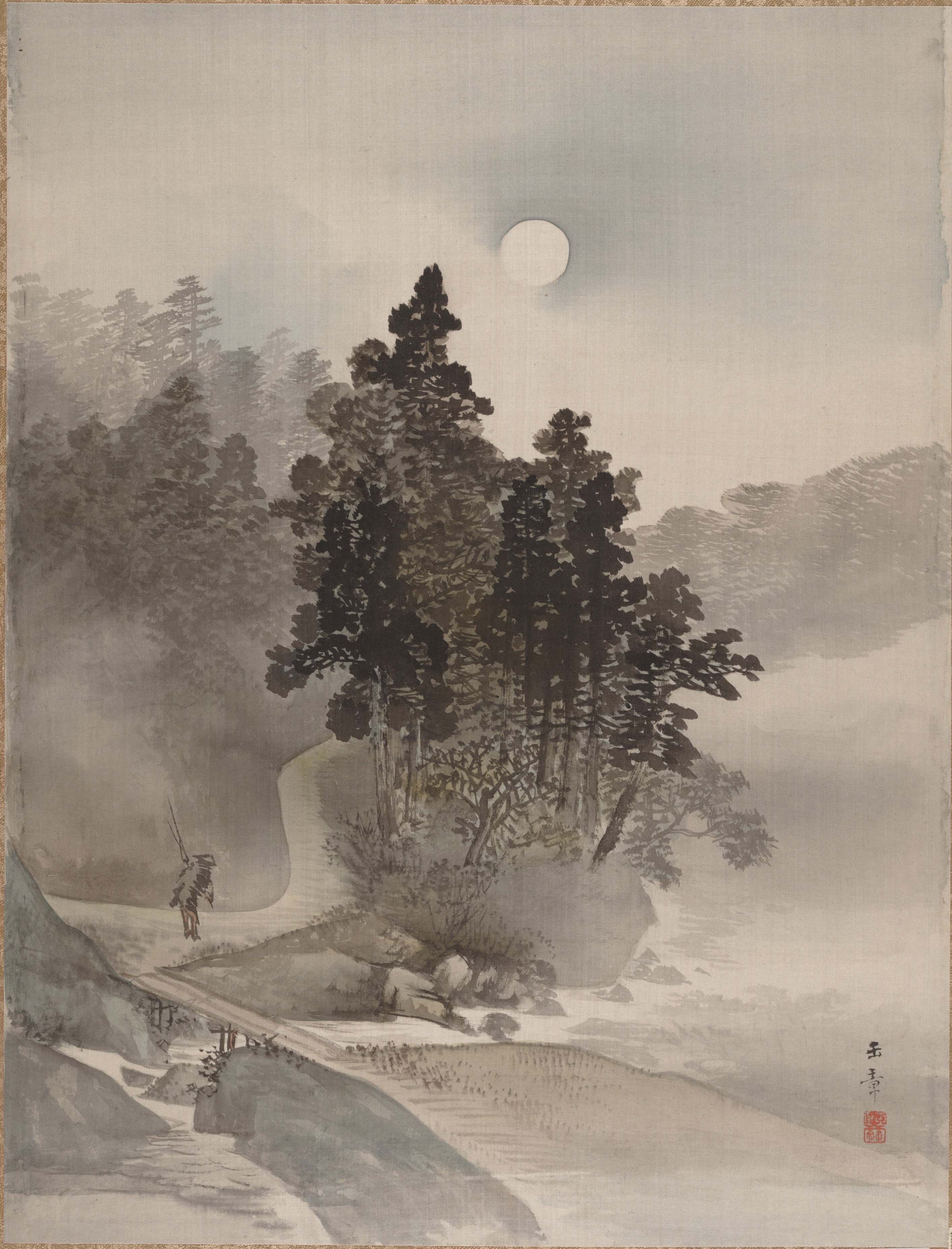
Reise bei Mondschein
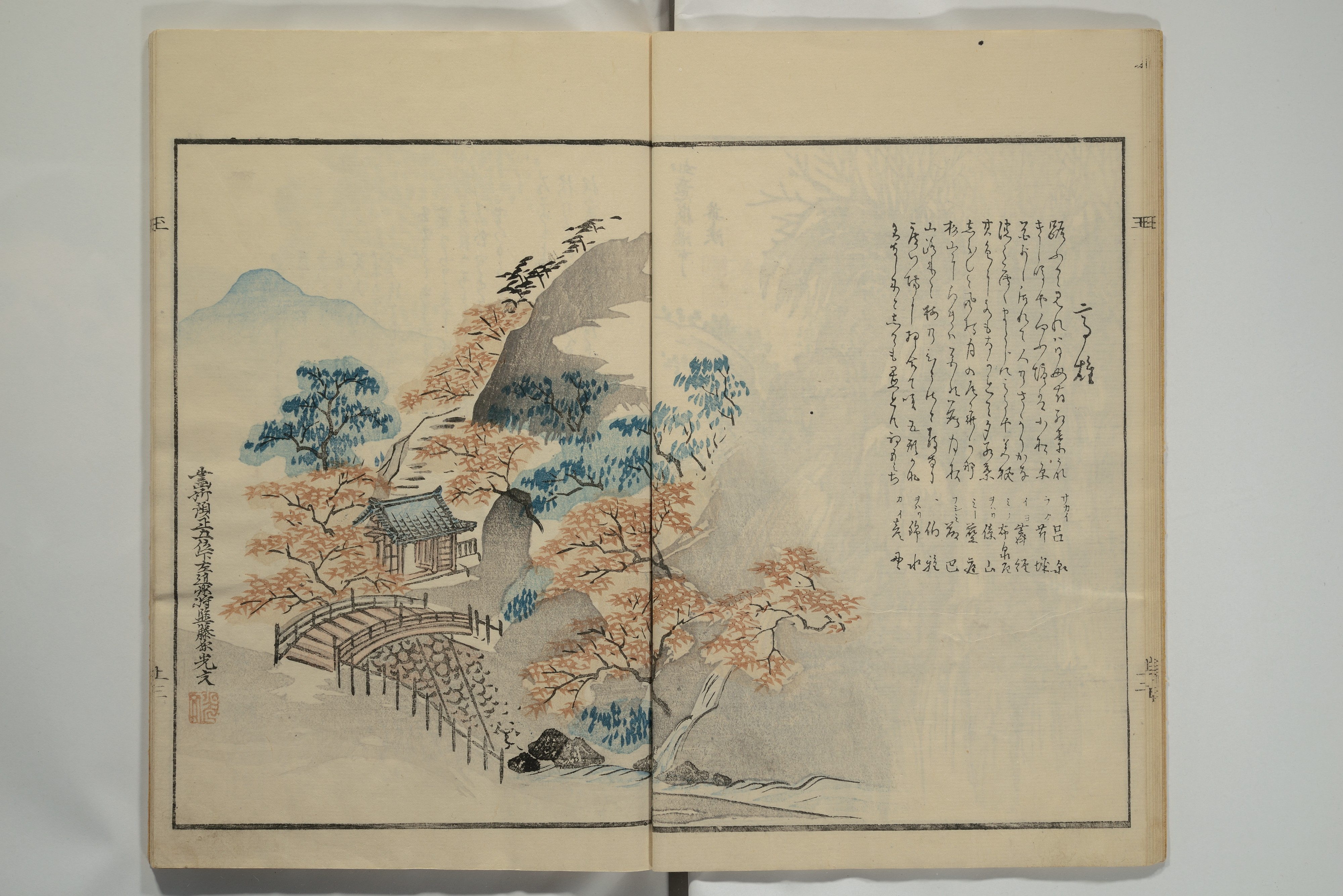
Buchseite